# Cassana (Ferrara)
Cassana è una frazione di Ferrara di 4.658 abitanti, facente parte della Circoscrizione 3.
La frazione dista dalla città 4 chilometri e fa parte della frazione geografica di Porotto-Cassana. Poco distante si trova il quartiere di Mizzana.
La frazione si sviluppa lungo la Strada Provinciale 69, fra Porotto e Mizzana ed a nord comprende una parte dell'area delle Piccole e medie imprese di Ferrara.
Nella frazione di Cassana è situata la centrale geotermica di Ferrara, il principale impianto italiano per lo sfruttamento della geotermia a media entalpia. In tal modo viene utilizzata l'energia geotermica per la produzione di calore e acqua calda che alimenta la rete del teleriscaldamento di Ferrara. 

## Monumenti e luoghi d'interesse
Nel paese è presente la chiesa parrocchiale dedicata alla Natività di Maria Vergine, risalente al XIV secolo. La primitiva chiesa aveva sotto la sua giurisdizione un piccolo polesine circondato dalle acque del Po sul quale il duca Borso d'Este fece costruire un lazzaretto per gli appestati, ampliato poi nel 1493. La chiesa di quel periodo ed il lazzaretto sono ormai scomparsi.